# Ligne principale Chikuhō
La ligne principale Chikuhō (筑豊本線, Chikuhō-honsen) est une ligne ferroviaire située dans la préfecture de Fukuoka au Japon. Elle relie la gare de Wakamatsu à Kitakyūshū à la gare de Haruda à Chikushino. La ligne est exploitée par la compagnie JR Kyushu.

## Histoire
La section entre Wakamatsu et Iizuka a été construite par le chemin de fer Chikuho Kogyo entre 1891 et 1893, prolongée à Chikuzen-Uchino en 1895. La ligne est nationalisée en 1907. En 1929, la ligne est prolongée à Harada.

## Caractéristiques

### Ligne
- Longueur : 66,1 km
- Ecartement : 1 067 mm
- Alimentation : 20 000 V-60 Hz par caténaire entre Orio et Keisen
- Nombre de voies : 
  - Double voie de Wakamatsu à Iizuka
  - Voie unique d'Iizuka à Haruda

### Gares

#### Section Wakamatsu - Orio
Cette section est aussi appelée ligne Wakamatsu (若松線).
| Numéro | Gare      | Nom japonais | Distance (km) | Correspondances       | Localisation               |
| ------ | --------- | ------------ | ------------- | --------------------- | -------------------------- |
| JE01   | Wakamatsu | 若松         | 0             |                       | Wakamatsu-ku, Kitakyūshū   |
| JE02   | Fujinoki  | 藤ノ木       | 2,9           |                       | Wakamatsu-ku, Kitakyūshū   |
| JE03   | Okudōkai  | 奥洞海       | 4,6           |                       | Wakamatsu-ku, Kitakyūshū   |
| JE04   | Futajima  | 二島         | 6,3           |                       | Wakamatsu-ku, Kitakyūshū   |
| JE05   | Honjō     | 本城         | 9,3           |                       | Yahatanishi-ku, Kitakyūshū |
| JE06   | Orio      | 折尾         | 10,8          | JR Kyushu : Kagoshima | Yahatanishi-ku, Kitakyūshū |

#### Section Orio - Keisen
Cette section fait partie de la ligne Fukuhoku Yutaka.
| Numéro | Gare             | Nom japonais | Distance (km) | Correspondances                        | Localisation               |
| ------ | ---------------- | ------------ | ------------- | -------------------------------------- | -------------------------- |
| JC26   | Orio             | 折尾         | 10,8          | JR Kyushu : Kagoshima (interconnexion) | Yahatanishi-ku, Kitakyūshū |
| JC25   | Higashi-Mizumaki | 東水巻       | 13,5          |                                        | Mizumaki                   |
| JC24   | Nakama           | 中間         | 14,9          |                                        | Nakama                     |
| JC23   | Chikuzen-Habu    | 筑前垣生     | 16,4          |                                        | Nakama                     |
| JC22   | Kurate           | 鞍手         | 18,7          |                                        | Kurate                     |
| JC21   | Chikuzen-Ueki    | 筑前植木     | 21,2          |                                        | Nōgata                     |
| JC20   | Shinnyū          | 新入         | 22,8          |                                        | Nōgata                     |
| JC19   | Nōgata           | 直方         | 24,8          | Heisei Chikuho Railway : Ita           | Nōgata                     |
| JC18   | Katsuno          | 勝野         | 27,5          |                                        | Kotake                     |
| JC17   | Kotake           | 小竹         | 31,3          |                                        | Kotake                     |
| JC16   | Namazuta         | 鯰田         | 34,7          |                                        | Iizuka                     |
| JC15   | Urata            | 浦田         | 36,2          |                                        | Iizuka                     |
| JC14   | Shin-Iizuka      | 新飯塚       | 37,6          | JR Kyushu : Gotōji                     | Iizuka                     |
| JC13   | Iizuka           | 飯塚         | 39,4          |                                        | Iizuka                     |
| JC12   | Tentō            | 天道         | 42,3          |                                        | Iizuka                     |
| JC11   | Keisen           | 桂川         | 45,3          | JR Kyushu : Sasaguri (interconnexion)  | Keisen                     |

#### Section Keisen - Haruda
Cette section est aussi appelée ligne Haruda (原田線).
| Numéro | Gare            | Nom japonais | Distance (km) | Correspondances       | Localisation |
| ------ | --------------- | ------------ | ------------- | --------------------- | ------------ |
| JG01   | Keisen          | 桂川         | 45,3          | JR Kyushu : Sasaguri  | Keisen       |
| JG02   | Kami-Honami     | 上穂波       | 48,1          |                       | Iizuka       |
| JG03   | Chikuzen-Uchino | 筑前内野     | 51,2          |                       | Iizuka       |
| JG04   | Chikuzen-Yamae  | 筑前山家     | 61,4          |                       | Chikushino   |
| JG05   | Haruda          | 原田         | 66,1          | JR Kyushu : Kagoshima | Chikushino   |